# Glishades
Glishades (лат.) — род птицетазовых динозавров из надсемейства гадрозавроидов (Hadrosauroidea), живших на территории Северной Америки. Представлен одним видом — Glishades ericksoni. Ископаемые остатки динозавра были найдены в отложениях South Milk River кампанского яруса верхнемеловой эпохи в штате Монтана (США).
Род и вид впервые описаны палеонтологом Prieto-Márquez в 2010 году по голотипу AMNH 27414, состоящему из частей черепа. В 2013 году при детальном изучении Campione и коллегами оба таксона были объявлены сомнительными (nomina dubia).